# Radio (film, 2003)
Pour les articles homonymes, voir Radio.
Pour plus de détails, voir Fiche technique et Distribution.
Radio est un film américain réalisé par Michael Tollin en 2003.

## Synopsis
À Anderson (Caroline du Sud), l'entraîneur de football américain du lycée prend sous sa protection un jeune déficient mental, James Kennedy, que tout le monde appelle « Radio ». Sous sa garde, le jeune apprend à parler et, en retour, rappelle à tous le sens de la dignité.

## Fiche technique
- Titre : Radio
- Réalisation : Michael Tollin
- Scénario : Mick Rich
- Montage : Chris Lebenzon
- Pays de production :  États-Unis
- Genre : Biopic, drame
- Durée : 109 minutes
- Date de sortie : 24 octobre 2003

## Distribution
- Ed Harris (VF : Georges Claisse ; VQ : Éric Gaudry) : Coach Jones
- Cuba Gooding Jr. (VF : Thierry Desroses ; VQ : Pierre Auger) : Radio
- Alfre Woodard (VF : Anne Canovas ; VQ : Madeleine Arsenault) : Principal Daniels
- S. Epatha Merkerson (VF : Martine Maximin ; VQ : Chantal Baril) : Maggie
- Brent Sexton (VF : Pierre Forest ; VQ : Manuel Tadros) : Honeycutt
- Chris Mulkey (VF : Paul Borne) : Frank
- Sarah Drew (VF : Karine Foviau) : Mary Helen
- Riley Smith (VF : Mathieu Delarive ; VQ : Sébastien Delorme) : Johnny
- Patrick Breen (VF : Marc Fayet) : Tucker
- Debra Winger (VF : Françoise Cadol) : Linda
- Bill Roberson : Del
- Kenneth H. Callender : Don
- Michael Harding : Irv le policier
- Charles Garren : Clive
- Rebecca Koon : Serveuse

## Autour du film
- Le scénario est inspiré de faits réels.